# Kivo
Kivo är ett periodiskt vattendrag i Burundi.   Det ligger i provinsen Kirundo, i den norra delen av landet, 140 kilometer nordost om huvudstaden Bujumbura.
Omgivningarna runt Kivo är en mosaik av jordbruksmark och naturlig växtlighet. Runt Kivo är det ganska tätbefolkat, med 230 invånare per kvadratkilometer.